# 마온 치즈
마온 치즈(스페인어: queso de Mahón 케소 데 마온[*]) 또는 마오 치즈(카탈루냐어: formatge de Maó 포르마제 데 마오)는 스페인의 치즈이다. 메노르카섬에서 생산되며, 이름은 메노르카섬의 수도인 항구도시 마온(또는 마오)의 이름을 땄다. 마온메노르카(스페인어: Mahón-Menorca)로 불리기도 한다.